# Mariakapel (Wanssum, Venrayseweg)

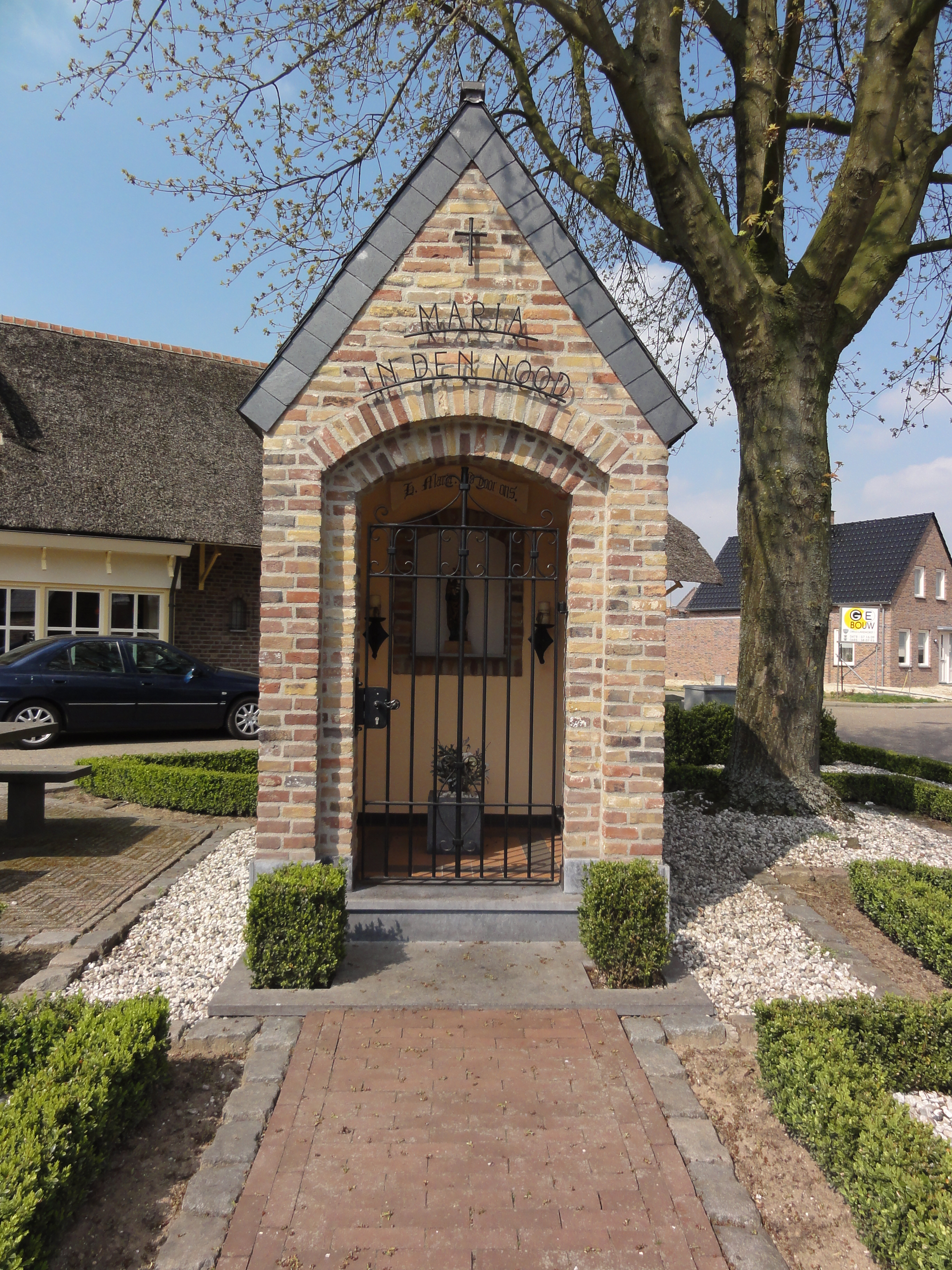
De Mariakapel

De Mariakapel is een kapel in Wanssum in de Nederlands Noord-Limburgse gemeente Venray. De kapel staat in het westelijk deel van het dorp op de hoek van de Venrayseweg, De Houskuilstraat en de Pastoorstraat. Aan de noordoostkant van het dorp staat een tweede Mariakapel.
De kapel is gewijd aan Maria, specifiek aan Onze-Lieve-Vrouwe ter Nood.

## Bouwwerk
De bakstenen kapel is opgetrokken op een rechthoekig plattegrond en wordt gedekt door een zadeldak met shingles. De kapel staat op een hardstenen plint en heeft geen vensters. De frontgevel is een topgevel met hoog in de frontgevel een smeedijzeren kruis en eronder in smeedijzeren letters de tekst MARIA IN DEN NOOD. In de frontgevel bevindt zich de segmentboogvormige toegang die wordt afgesloten met een smeedijzeren hek.
Van binnen is de kapel gestuukt en in een lichte kleur geschilderd. In de achterwand is een segmentboogvormige nis aangebracht waarvan de rand uitgevoerd is in baksteen. De achterwand van de nis is wit geschilderd. In de nis staat een Mariabeeldje dat een gekroonde Maria toont die staat op een maansikkel met op haar rechterarm het kindje Jezus en in haar linkerhand een scepter. Boven de nis is een tekstbord aangebracht met daarop de tekst:

H. Maria, bid voor ons.